# Saturraran

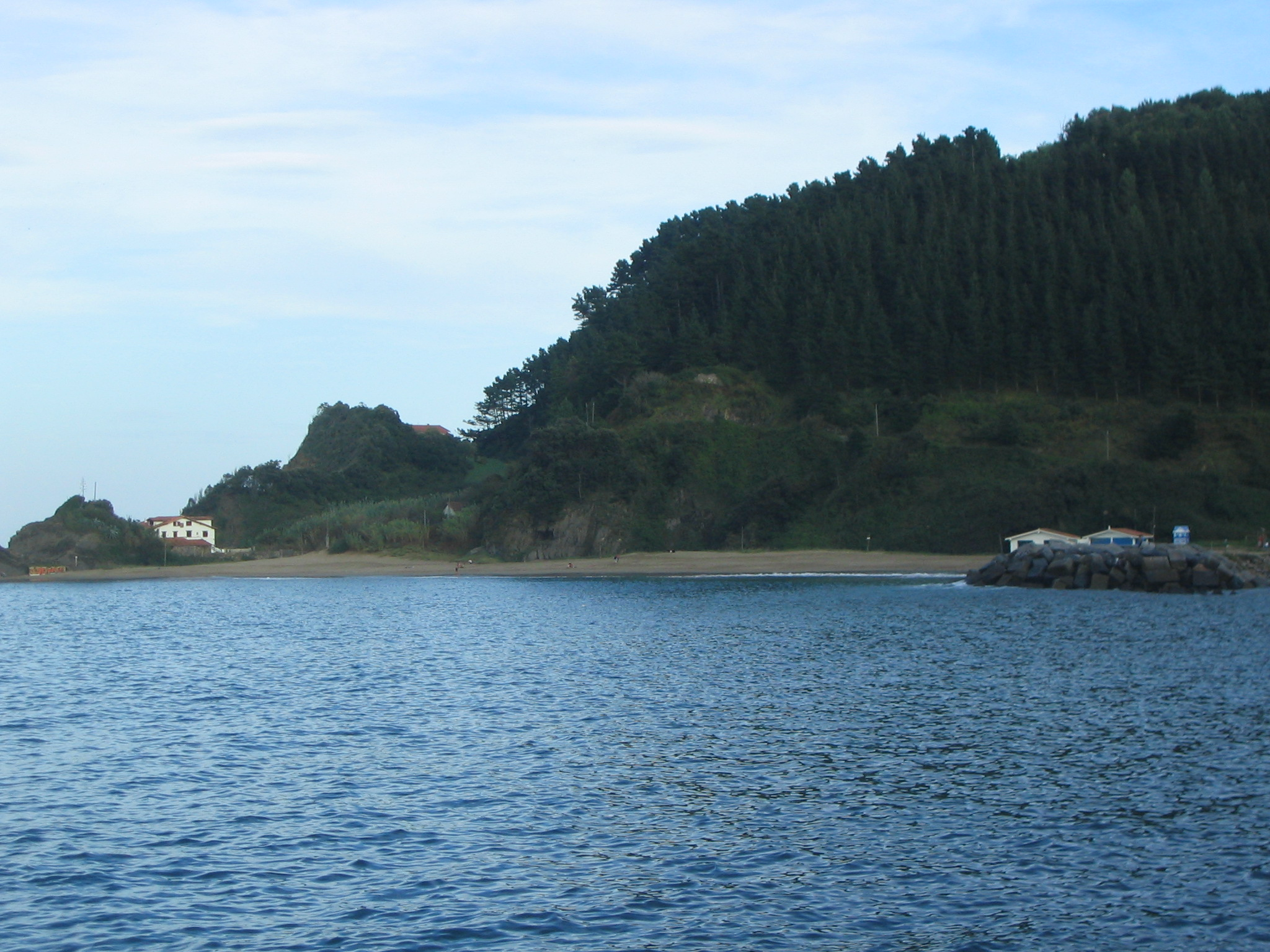
Saturraran

La platja de Saturraran pertany al municipi guipuscoà de Mutriku, al País Basc. Està situada en la badia d'Ondarroa, que comparteix amb la veïna platja d'Arrigorri, just en el límit de les províncies de Guipúscoa i Biscaia, al final de la petita vall del Mijoa, que desemboca en la vora esquerra de l'arenal.
Les seves arenes, de color daurat, s'estenen per una longitud de 300 m fins a les roques, uns pics de pissarra que s'aixequen en el mar, que la limiten per la banda oest. L'amplada de l'arenal és d'uns 90 m, però molt variable per les marees. El canvi de corrents a causa de les obres del port veí d'Ondarroa han erosionat la part est de la platja deixant alguns còdols, més apreciables en marea baixa.
La platja de Saturraran finalitza en la construcció coneguda com a Saturraran Zahar, una bella i singular caseria del segle xviii d'alt valor històric i única caseria marítima de la costa guipuscoana, font d'inspiració de relats i novel·les tals com Las inquietudes de Shanti Andia de Pío Baroja o Siete relatos de José María de Areilza, comte de Mutriku i propietari de la caseria. Avui dia, Saturraran Zahar és propietat dels successors del comte de Mutriku, igual que les terres adjacents. A instàncies de l'associació naturalista Mutriku Natur Taldea, el Servei de Costes de Guipúscoa del Ministeri de Medi Ambient ha intentat que passessin a ser propietat pública, però no ha estat possible a causa de l'elevada suma de diners sol·licitats pels propietaris.
Les aigües, de qualitat deficient pels vessaments del Mijoa i de l'Artibai, que desemboquen a Ondarroa, així com la que prové del port d'aquesta localitat, gaudiren de fama a principis del segle XX i donaren lloc a l'aparició de diversos hotels, establiments que foren convertits en presó de dones després de la Guerra Civil espanyola, per on passaren més de 4.000 preses polítiques des de 1937 fins al 1944, entre les quals cal mencionar Rosario Sánchez Mora. Segons les dades de la Societat de Ciències Aranzadi, en la presó de Saturrarán van morir 107 recluses i 48 nens, tant pels maltractaments que els van infligir les monges de l'orde de les mercedàries —encarregades de la custòdia de la presó—, com per inanició, tifus i tuberculosi. Fins i tot, es va fer desaparèixer un centenar de nens. El 1943, un any abans del seu tancament, encara incloïa una població de 1.050 presoneres, la meitat de totes les que havia a l'estat. El 1944, es va clausurar la presó i els edificis foren cedits a l'Església catòlica per al seu ús com a seminari. D'aquelles construccions no en resta cap mena de vestigi.
La part est de la platja, una vegada superat el tram de roques, s'obre a la rassa mareal que s'allarga per la costa guipuscoana. En aquest espai, es formen dues petites cales amb aigües que, a mar obert, milloren considerablement de qualitat; en aquests espais és permès el nudisme. D'allà de l'est, vers Mutriku, s'estén l'espai conegut com a Zazpi Hondartza (o, col·loquialment, Zazpi Plaia) en euskara i com a Siete Playas en castellà, que és l'espai pur de la rassa mareal obert sota els penya-segats, espai accessible en marea baixa i de gran riquesa piscícola.
La força del paisatge d'aquest lloc, que serveix com a teló de fons a la veïna Ondarroa, ha donat peu a la creació de diferents contes i llegendes sobre les seves roques i el mateix nom del lloc.

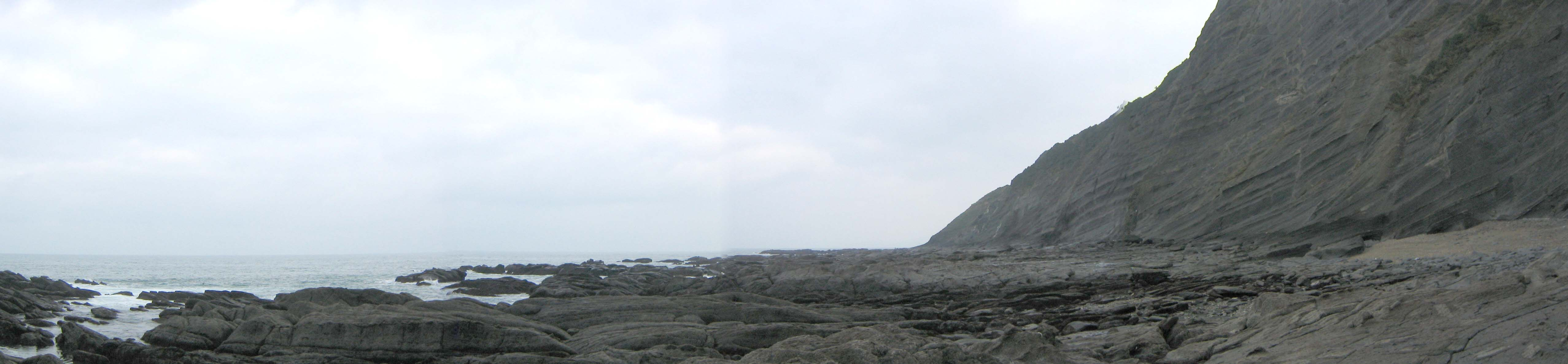
Rassa mareal a la platja de Saturraran